# Miguel Agustín Limón Macías
Miguel Agustín Limón Macías es un empresario, editor, escritor y funcionario público mexicano. Nacido el 20 de abril de 1951 en Guadalajara, Jalisco, MEX.
Limón Macías es licenciado en Administración de Empresas por el Instituto Tecnológico y de Estudios Superiores de Occidente (ITESO).
Entre otros ha ocupado los cargos de Secretario de Educación en Jalisco durante las administraciones de los gobernadores Francisco Ramírez Acuña y de Alberto Cárdenas Jiménez, así como asesor para los gobiernos de Jalisco, Querétaro, Baja California, Puebla y Yucatán.
En 2006, por su trayectoria en el estado de Jalisco y por sus antecedentes empresariales, fue designado director general de la Comisión Nacional de Libros de Texto Gratuitos, cargo que ocuparía hasta principios de 2013.
En 2012 recibió el galardón "Ángel de la Lectura" que otorga Editorial Trillas.